# Daylight Dies
Daylight Dies — американская дум/дэт-метал-группа.

## История
Группа Daylight Dies была образована в 1996 году гитаристом Баром Гэмблингом (англ. Barre Gambling) и ударником Джесси Хэффом (англ. Jesse Haff) в городе Эшвилле, штат Северная Каролина. В 1999 году они записали первое демо под названием The Long Forgotten. Год спустя к группе присоединился вокалист Гатри Иддингс (англ. Guthrie Iddings), и в таком составе Daylight Dies выпустили своё второе демо, Idle, вышедшее на Tribunal Records. В 2001 году место бас-гитариста группы занял Игэн О’Роурк (англ. Egan O’Rourke), а группа записала демо из двух песен, предназначавшееся для звукозаписывающих лейблов. Позднее был заключен контракт с американским метал-лейблом Relapse Records.
В 2002 году Daylight Dies выпускают свой первый студийный альбом, получивший название No Reply. В поддержку альбома группа совершила тур по Европе вместе с Katatonia, а также по США и Канаде с Lacuna Coil. После гастролей Daylight Dies покинул вокалист Иддингс, а его место занял Натан Эллис (англ. Nathan Ellis). Также к группе присоединился Чарли Шэкелфорд (англ. Charley Shackelford), став вторым гитаристом.
В ноябре 2005 года Daylight Dies подписали контракт с Candlelight Records, а в марте 2006 издают второй студийный альбом Dismantling Devotion.
С 13 по 14 июля 2006 года Daylight Dies выступили основной группой поддержки знаменитого норвежского Emperor в Нью-Йорке. 9 августа того же года появляется первый клип на песню «Lies That Bind». С 20 октября по 19 ноября был организован первый широкомасштабный тур по Северной Америке вместе с португальским Moonspell и шведской Katatonia.
В декабре 2007 года началась запись третьего студийного альбома Lost to the Living. После выпуска альбома в 2008 году Daylight Dies выступили в его поддержку на двух турах по Северной Америке: один с Candlemass и другой с Soilwork, Darkane и Swallow the Sun.
Подготовка к записи четвертого альбома началась в июле 2010 года в Северной Каролине. 9 октября 2012 вышел четвертый студийный альбом коллектива — A Frail Becoming (Candlelight Records).

## Состав
- Nathan Ellis — вокал
- Barre Gambling — электрогитара, акустическая гитара
- Charley Shackelford — электрогитара
- Egan O’Rourke — бас, чистый вокал
- Jesse Haff — ударные

### Бывшие участники
- Guthrie Iddings — вокал
- Matthew Golombisky — бас

### Сессионные участники
- Robert Daugherty — гитара
- Johnny Wooten — вокал

## Дискография

### Студийные альбомы
- No Reply (2002, Relapse)
- Dismantling Devotion (2006, Candlelight)
- Lost to the Living (2008, Candlelight)
- A Frail Becoming (2012, Candlelight)

### Синглы
- A Portrait in White (2008, Candlelight)

### Концертные альбомы
- Live at the Contamination Festival (2005, Relapse)

### Демо
- The Long Forgotten (1999)
- Idle (2000, Tribunal)